# إدي رودريغيز
إدي رودريغيز (بالإنجليزية: Eddie Rodriguez)‏ هو سياسي أمريكي، ولد في 1 يوليو 1971 في ماكالين في الولايات المتحدة. حزبياً، نشط في الحزب الديمقراطي. وقد انتخب عضو مجلس نواب تكساس.

## وصلات خارجية
- الموقع الرسمي